# Dolno Golemanți, Haskovo
Dolno Golemanți (în bulgară Долно Големанци) este un sat în comuna Haskovo, regiunea Haskovo,  Bulgaria. 

## Demografie
Componența etnică a satului Dolno Golemanți
     Romi (4,08%)
     Turci (94,08%)
     Bulgari (1,22%)
     Pomaci (0,61%)
La recensământul din 2011, populația satului Dolno Golemanți era de 490 locuitori. Din punct de vedere etnic, majoritatea locuitorilor (94,08%) erau turci, existând și minorități de romi (4,08%) și bulgari (1,22%). Pentru 0,61% din locuitori nu este cunoscută apartenența etnică.